# Mesochorus iburganus
Mesochorus iburganus är en stekelart som beskrevs av Schwenke 1999. Mesochorus iburganus ingår i släktet Mesochorus och familjen brokparasitsteklar. Inga underarter finns listade i Catalogue of Life.